# Повінь (новела)
«По́вінь» (фр. L'Inondation) — новела французького письменника Еміля Золя 1880 року про повінь на річці Гаронні у селі Сен-Жорі (нині департамент Верхня Гаронна), неподалік Тулузи.
Новела становить подальшу розробку тем, сюжетів та образів циклу «Нові казки Нінон». Вперше була опублікована у перекладі на російську мову в журналі «Вестник Европы» і лише через кілька років стала доступною для французького читача.

## Сюжет
Головним героєм твору «Повінь» є Луї Руб'є. Йому сімдесят років, і живе він у селі Сен-Жорі, яке розташоване за кілька льє від Тулузи, у верхній течії Гаронни. Більше чотирнадцяти років він бився як риба об лід. Він постійно жив у злиднях на своєму маленькому клаптику землі. Але ось нарешті доля поставилася до нього прихильно, і місяць тому він став найзаможнішим фермером у всьому кантоні. І якби не сумні події, він був би найщасливішою людиною.

## Персонажі
Старий вже чоловік Луї Руб'є, його брат П'єр і сестра Агата, син Жак та його дружина Роза, їхні три дочки - Еме, Вероніка і Марія, Сіпрієн Буїссон - чоловік Еме, в них було 2 маленьких дітей, Гаспар Рабюто - наречений Вероніки.

## Переклади
На українську мову вперше здійснив переклад Іван Франко 1876 року.